# 田安大桥
田安大桥是泉州市区跨越晋江的一座拱桥。东端起于田安路泉秀街路口，沿田安南路向西，横跨宝洲街与江滨北路，并通过互通立交与江滨北路相连。西端通过互通立交连接江滨南路和泉州机场连接线。东端江滨北路互通包括8条匝道和4座人行天桥，西端江滨南路互通包含7条匝道和2座人行天桥。
田安大桥由中交公路规划设计院设计，总长度2382米，主桥桥跨布置为50+160+50米。标准道路宽度47米，标准桥梁宽度36.5米，设双向六车道，设计时速60公里。主桥上部采用双幅分离、三跨连续结构体系，建成时为国内跨径最大的上承式梁拱组合钢结构桥梁。主桥由60多个钢构件拼装而成，每个钢构件重约90吨，在武汉制成，经水路运至泉州。

## 历史
- 2010年9月30日，开工奠基。[7]
- 2011年6月，进入桩基施工。[15]
- 2011年9月，开始浇筑第一个大型承台。[2]
- 2011年11月，南北两岸桥梁工程全面开工。[16][17][18][4]
- 2011年12月，北连接线工程开工。[17]
- 2012年1月，桩基施工基本完成。[19]
- 2012年6月，桥头堡塔顶雕塑创作完成。[18]
- 2012年9月22日，合龙。[1][20]
- 2012年12月31日，通车。[9][8]
- 2019年5月，晋江南岸田安大桥下建设了海洋主题篮球场和网球场，为晋江南岸生态公园示范段的一部分。[21]

## 桥头堡
田安大桥桥拱两端各有一门形桥头堡，每个桥头堡的两柱顶端各有一铸铜镀金雕塑，建成时为全国最大的桥梁雕塑。雕塑由福州大学厦门工艺美术学院硕士研究生导师刘毅教授设计，在南昌铸造，通过高速公路运至泉州。四座雕塑均高6.5米、长8.4米，宽5.5米，重25吨，分别为青龙、白虎、朱雀、玄武形象。后因不明原因取消安放，该四座雕塑由驳船转运至泉州港后渚港区一角落封存至今。
桥头堡柱面浮雕由厦门金诚开物景观工程设计有限公司设计。